# Уаимакарири
Уаимакарири (англ. Waimakariri) — одна из крупнейших рек в Северном Кентербери, на Южном острове Новой Зеландии.
Длина составляет 151 км. Река течёт в юго-восточном направлении от Южных Альп по равнине Кентербери до Тихого океана. На языке маори, Уаимакарири имеет несколько значений, одним из которых является «река холодной воды». В Кентербери эта река также известна под названием «Уаимак».
Исток реки находится на восточных склонах Южных Альп, в восьми километрах к юго-западу от села Арчерс-Пасс. На верховьях, река, в основном, многорукавна. На среднем течении она проходит через горы и узкий каньон, затем, на равнине, снова ветвится на множество рукавов. Река впадает в Тихий океан к северу от Крайстчерча, недалеко от города Каиапои.
В 1849 году, главный геодезист Кентерберийской Ассоциации, Джозеф Томас, дал реке название «Кортни-Ривер» в честь Лорда Кортни.
Геологические данные свидетельствуют, что раньше устье реки было очень подвижно, река порой протекала через местность, где сегодня расположен Крайстчерч, или даже впадала в озеро Элсмир, к югу от полуострова Банкс.
В отличие от многих других рек страны, русло реки Уаимакарири охраняется Региональным Советом Кентербери.
Чавыча (Oncorhynchus tshawytscha) была интродуцирована в эту реку в 1900-х годах из Калифорнии. Адаптация рыбы продолжается до сих пор.

## Галерея

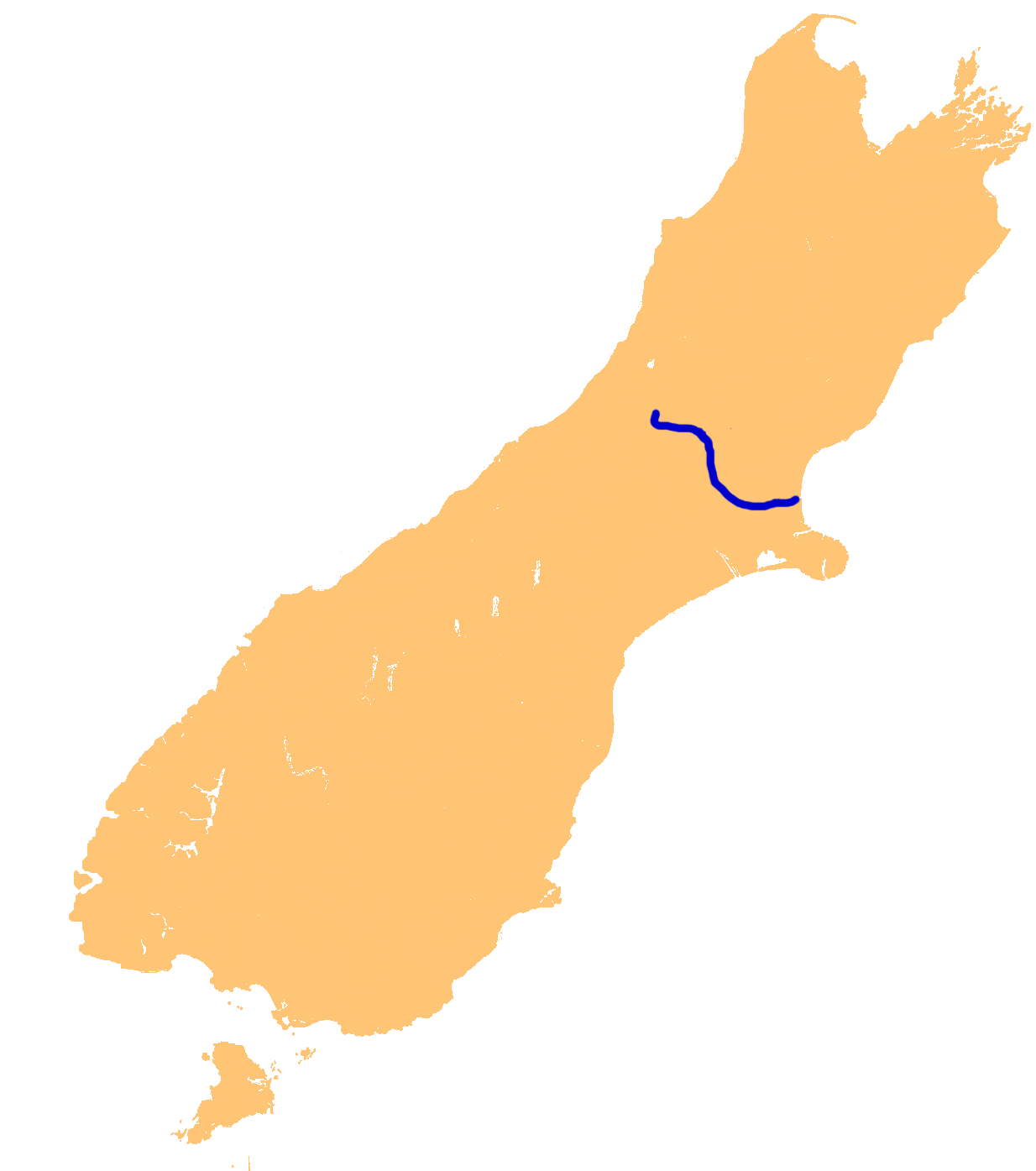
Уаимакарири на карте Южного острова
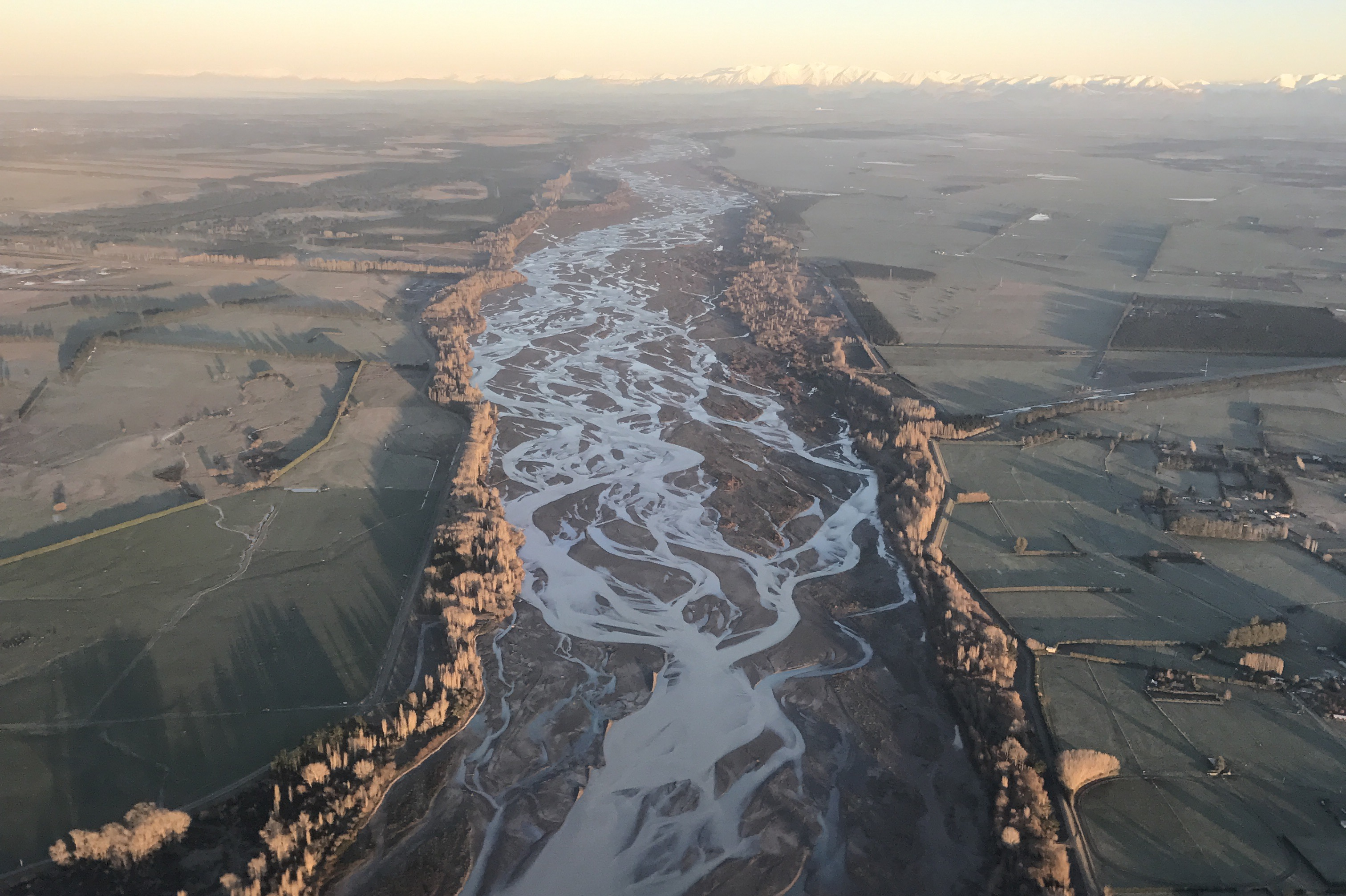
Вид на реку Уаимакарири со стороны Южных Альп